# Cédric Avinel
Cédric Mickael Avinel (Parigi, 11 settembre 1986) è un ex calciatore francese, di ruolo difensore.

## Statistiche

### Cronologia presenze e reti in nazionale
| Cronologia completa delle presenze e delle reti in nazionale ― Guadalupa | Cronologia completa delle presenze e delle reti in nazionale ― Guadalupa | Cronologia completa delle presenze e delle reti in nazionale ― Guadalupa | Cronologia completa delle presenze e delle reti in nazionale ― Guadalupa | Cronologia completa delle presenze e delle reti in nazionale ― Guadalupa | Cronologia completa delle presenze e delle reti in nazionale ― Guadalupa | Cronologia completa delle presenze e delle reti in nazionale ― Guadalupa | Cronologia completa delle presenze e delle reti in nazionale ― Guadalupa |
| Data                                                                     | Città                                                                    | In casa                                                                  | Risultato                                                                | Ospiti                                                                   | Competizione                                                             | Reti                                                                     | Note                                                                     |
| ------------------------------------------------------------------------ | ------------------------------------------------------------------------ | ------------------------------------------------------------------------ | ------------------------------------------------------------------------ | ------------------------------------------------------------------------ | ------------------------------------------------------------------------ | ------------------------------------------------------------------------ | ------------------------------------------------------------------------ |
| 4-12-2008                                                                | Montego Bay                                                              | Guadalupa                                                                | 1 – 2                                                                    | Cuba                                                                     | Coppa dei Caraibi 2008 - 1º turno                                        | -                                                                        |                                                                          |
| 6-12-2008                                                                | Trelawny                                                                 | Haiti                                                                    | 2 – 3                                                                    | Guadalupa                                                                | Coppa dei Caraibi 2008 - 1º turno                                        | -                                                                        | 44’                                                                      |
| 8-12-2008                                                                | Montego Bay                                                              | Antigua e Barbuda                                                        | 2 – 2                                                                    | Guadalupa                                                                | Coppa dei Caraibi 2008 - 1º turno                                        | -                                                                        |                                                                          |
| 11-12-2008                                                               | Kingston                                                                 | Giamaica                                                                 | 2 – 0                                                                    | Guadalupa                                                                | Coppa dei Caraibi 2008 - Semifinale                                      | -                                                                        |                                                                          |
| 14-12-2008                                                               | Kingston                                                                 | Cuba                                                                     | 0 – 0 (4 – 5 dtr)                                                        | Guadalupa                                                                | Coppa dei Caraibi 2008 - Finale 3º posto                                 | -                                                                        |                                                                          |
| 5-7-2009                                                                 | San Francisco                                                            | Panama                                                                   | 1 – 2                                                                    | Guadalupa                                                                | Gold Cup 2009 - 1º turno                                                 | -                                                                        | 62’                                                                      |
| 10-7-2009                                                                | Houston                                                                  | Guadalupa                                                                | 2 – 0                                                                    | Nicaragua                                                                | Gold Cup 2009 - 1º turno                                                 | -                                                                        |                                                                          |
| 19-7-2009                                                                | Arlington                                                                | Guadalupa                                                                | 1 – 5                                                                    | Costa Rica                                                               | Gold Cup 2009 - Quarti di finale                                         | -                                                                        |                                                                          |
| 9-10-2014                                                                | Les Abymes                                                               | Guadalupa                                                                | 3 – 1                                                                    | Saint Vincent e Grenadine                                                | Qualificazioni alla Coppa dei Caraibi 2014                               | -                                                                        |                                                                          |
| 11-10-2014                                                               | Les Abymes                                                               | Guadalupa                                                                | 1 – 2                                                                    | Martinica                                                                | Qualificazioni alla Coppa dei Caraibi 2014                               | -                                                                        |                                                                          |
| 13-10-2014                                                               | Les Abymes                                                               | Guadalupa                                                                | 0 – 1                                                                    | Curaçao                                                                  | Qualificazioni alla Coppa dei Caraibi 2014                               | -                                                                        |                                                                          |
| 1-6-2016                                                                 | Fort-de-France                                                           | Martinica                                                                | 2 – 0                                                                    | Guadalupa                                                                | Qualificazioni alla Coppa dei Caraibi 2017                               | -                                                                        |                                                                          |
| 5-6-2016                                                                 | Les Abymes                                                               | Guadalupa                                                                | 2 – 1                                                                    | Dominica                                                                 | Qualificazioni alla Coppa dei Caraibi 2017                               | -                                                                        |                                                                          |
| 24-3-2023                                                                | Les Abymes                                                               | Guadalupa                                                                | 0 – 1                                                                    | Antigua e Barbuda                                                        | CONCACAF Nations League 2022-2023 - 1º turno                             | -                                                                        | 80’                                                                      |
| 26-3-2023                                                                | Santiago di Cuba                                                         | Cuba                                                                     | 1 – 0                                                                    | Guadalupa                                                                | CONCACAF Nations League 2022-2023 - 1º turno                             | -                                                                        |                                                                          |
| 16-6-2023                                                                | Fort Lauderdale                                                          | Antigua e Barbuda                                                        | 0 – 5                                                                    | Guadalupa                                                                | Qual. Gold Cup 2023                                                      | -                                                                        |                                                                          |
| 20-6-2023                                                                | Fort Lauderdale                                                          | Guadalupa                                                                | 2 – 0                                                                    | Guyana                                                                   | Qual. Gold Cup 2023                                                      | -                                                                        |                                                                          |
| 27-6-2023                                                                | Toronto                                                                  | Canada                                                                   | 2 – 2                                                                    | Guadalupa                                                                | Gold Cup 2023 - 1º turno                                                 | -                                                                        |                                                                          |
| 1-7-2023                                                                 | Houston                                                                  | Cuba                                                                     | 1 – 4                                                                    | Guadalupa                                                                | Gold Cup 2023 - 1º Turno                                                 | -                                                                        | 58’                                                                      |
| 4-7-2023                                                                 | Harrison                                                                 | Guadalupa                                                                | 2 – 3                                                                    | Guatemala                                                                | Gold Cup 2023 - 1º Turno                                                 | -                                                                        |                                                                          |
| 8-9-2023                                                                 | Basseterre                                                               | Saint Kitts e Nevis                                                      | 1 – 2                                                                    | Guadalupa                                                                | CONCACAF Nations League 2023-2024 - 1º turno                             | -                                                                        | 58’}                                                                     |
| 10-9-2023                                                                | Petit-Canal                                                              | Guadalupa                                                                | 4 – 0                                                                    | Sint Maarten                                                             | CONCACAF Nations League 2023-2024 - 1º turno                             | -                                                                        |                                                                          |
| Totale                                                                   |                                                                          | Presenze                                                                 | 21                                                                       |                                                                          | Reti                                                                     | 0                                                                        |                                                                          |